# Rudolf Pohl
Rudolf Pohl (Aquisgrà (Rin del Nord-Westfàlia), 5 de novembre, 1924 - Kelmis (província de Lieja), 1 de desembre, 2021), va ser un prelat alemany i músic de l'església, així com director de banda de la catedral d'Aquisgrà.

## Biografia
Després de graduar-se de l'escola secundària al "Kaiser-Karls-Gymnasium" d'Aquisgrà, el seu posterior servei militar (formació com a pilot d'avió juntament amb el posterior professor d'educació a Hagen Friedrich Wilhelm Kröger) i el seu alliberament de la captivitat nord-americana a Cherbourg, França, Pohl va estudiar teologia i filosofia a les universitats de Paderborn, Frankfurt del Main i Bonn, així com al seminari d'Aquisgrà. El 2 de juliol de 1951 va ser ordenat sacerdot i després va ser assumit com a capellà a Krefeld. Després es va llicenciar en musicologia a la Universitat de Bonn del 1954 al 1959.
El 1954, Pohl va acceptar una trucada del director musical de la catedral Theodor Bernhard Rehmann a Aquisgrà; que ja s'havia assabentat d'ell els anys anteriors, quan Pohl era un noi del cor de la catedral d'Aquisgrà entre 1933 i 1942. Va rebre de Rehmann l'encàrrec de reconstruir el cor de nois i l'escola de cant de la catedral d'Aquisgrà. És un mèrit de Pohl que aquest cor tradicional, la història del qual es remunta a la "Choralschola" de Carlemany, va poder tornar a guanyar una importància significativa després dels anys de la guerra. També és gràcies a ell que l'any 1960 es va restablir oficialment l'escola de cant de la catedral adscrita sota els auspicis del capítol de la catedral, inicialment com a experiment escolar amb dues classes d'accés i del 1969 al 1971 es va ampliar a una sola classe, escola primària independent i després s'executa com a escola de substitució bàsica catòlica privada per a nois.
Mentrestant, Pohl es va doctorar el 1959, a la Universitat Friedrich Wilhelm de Bonn, amb Josef Ratzinger, professor de teologia fonamental. La tesi va ser un treball musicològic sobre les obres corals del mestre de banda del monestir Johannes Mangon (1525–1578), que també va treballar a Aquisgrà, amb el qual va continuar ocupant-se a la pràctica fins als nostres dies, reeditant, editant, comentant i publicant. els van realitzar. Després va estudiar a l'Acadèmia Pedagògica d'Aquisgrà del 1960 al 1961, que va completar amb el primer examen de professor. Pohl també va formar part de la direcció del festival del 111è Festival de Música del Baix Rin a Aquisgrà el 1957, juntament amb Theodor Bernhard Rehmann, Wolfgang Sawallisch, Wilhelm Pitz i altres.
Després de la mort sobtada de Rehmann el 1963, el bisbe d'Aquisgrà en funcions, Johannes Pohlschneider, li va donar el lideratge general del cor de la catedral d'Aquisgrà i el va nomenar director de música de la catedral. Pohl va desenvolupar posteriorment el cor de la catedral en una formació litúrgica clàssica, incloent les veus superiors dels nois de l'escola de cant de la catedral afiliada, i el va portar a un notable reconeixement nacional i internacional. A més de les missions habituals en el marc dels actes litúrgics de la catedral d'Aquisgrà, hi va haver nombroses gires de concerts per les ciutats més importants d'Alemanya i també per als països del Benelux, per Irlanda, França, Itàlia, Polònia, fins al que llavors era Txecoslovàquia, a Suïssa, a Àustria, Anglaterra, Espanya i Israel. Rudolf Pohl va interpretar un programa exigent amb obres importants de música d'església, misses, oratoris i passions. Sota la direcció de Pohl, el cor de la catedral va ser el primer cor alemany a cantar a Yad Vashem, el memorial de l'Holocaust. A més, els seus actes més destacats amb el cor de la catedral d'Aquisgrà inclouen nombrosos enregistraments, emissions de ràdio i televisió de concerts i oficis religiosos.
El 1985, en el 8è Congrés Internacional de Música Sacra a Roma, Rudolf Pohl va ser escollit president de la "Consociatio Internationalis Musicae" com a successor del prelat Johannes Overath en reconeixement dels seus serveis per a la realització de les demandes rellevants del Concili Vaticà II i la preservació del "Thesaurus Musicae Sacrae Sacrae" (CIMS), l'única associació professional de música eclesiàstica establerta per la Seu Apostòlica. Va ocupar aquest càrrec voluntari durant molts anys. Un any més tard, l'any 1986, va renunciar al seu càrrec de director de música de la catedral i va ser substituït pel músic de l'església Hans-Josef Roth, professor de direcció de cor, cant gregorià i orgue a l'escola de música de l'església St. Gregorius-Haus (més tard la Universitat Catòlica de Sant Gregori de Música d'Església). Ja l'any 1977, el bisbe Klaus Hemmerle havia nomenat Rudolf Pohl com a canonge honorari de l'Alta Catedral d'Aquisgrà.
Per iniciativa seva, es va fundar la Fundació Rudolf Pohl, amb el capital dotacional destinat a donar suport i promoure la formació d'instruments clàssics actius de valor artístic a través de beques relacionades amb la interpretació.
El 12 de gener de 2002, Rudolf Pohl va ser homenatjat a Aquisgrà amb la Creu Federal al Mèrit, de 1a classe, pel treball de tota la seva vida de l'antic alcalde Jürgen Linden.
El seu llibre Enchiridion Musicae Sacrae "Handbook of Church Music" es va publicar el 30 de juliol de 2010. Es tracta de la música d'església en els testimonis de fe i de l'església. Amb motiu de l'audiència general del 13 d'octubre de 2010, Pohl va presentar el seu llibre al papa Benet XVI.

## Obres (selecció)
- Johannes Mangon: Chorbuch I. Die Messen. Comentat, transmès i adaptat per a la pràctica coral moderna per Rudolf Pohl. Einhard, Aquisgrà, 2000.
- Johannes Mangon: Chorbuch II. Die Motetten. Comentat, transmès i adaptat per a la pràctica coral moderna per Rudolf Pohl. P. J. Tonger Musikverlag, Colònia-Rodenkirchen 1998.
- Johannes Mangon: Chorbuch III. Die Motetten. Antífones, Cantica, Himnes i Varia. Comentat, transmès i adaptat per a la pràctica coral moderna per Rudolf Pohl. Einhard, Aquisgrà, 2000.
- Musik im Aachener Dom. 1200 Jahre Chorschule am Hofe Karls des Großen. Arend i Ortmanns, Aquisgrà, 1981.
- Enchiridion Musicae Sacrae. Musica sacra in den Zeugnissen des Glaubens und der Kirche. Einhard, Aquisgrà, 2010.

## Premis (selecció)
- 1969 Membre d'honor de l'Associazione per l'amicizia Italo-Germanica, Roma
- 1974 Croix du Combattant de l'Europe, París
- 1974 Membre honorari de l'Associació d'Antics Paracaigudistes Alemanys. v.
- Insígnia d'Honor d'Or de 1975 de la Comissió alemanya de tombes de guerra. v.
- 2002 Creu Federal del Mèrit de 1a classe, Aquisgrà[3]